# Henry Shrapnel
Henry Shrapnel (3 juin 1761-13 mars 1842) est un officier de l'armée britannique des XVIIIe et XIXe siècles. Il est l'inventeur du shrapnel, aussi appelé « obus à balles », largement utilisé pendant la Première Guerre mondiale.

## Biographie
Il est né à Bradford-on-Avon dans le Wiltshire, en Angleterre. En 1784, alors qu'il était lieutenant dans l'artillerie royale britannique (Royal Artillery), il perfectionna, sur ses deniers, une munition qu'il nomma « boîte (à mitraille) sphérique » (spherical case). Il s'agissait d'un boulet de canon creux, rempli d'une charge qui explosait en l'air, à usage anti-personnel. Lorsque l'armée britannique l'adopta finalement en 1803, il prit immédiatement le nom de son inventeur. Le nom de shrapnel est parfois donné à tort à l'obus à fragmentation qui est d'un principe différent.
Shrapnel sert en Flandres où il est blessé en 1793 et, après être resté huit ans capitaine, Shrapnel est promu au rang de commandant (Major) le 1er novembre 1803. Face au succès de son invention lors de la bataille du 30 avril 1804, Shrapnel passe lieutenant-colonel le 20 juillet 1804, moins de neuf semaines plus tard.
En reconnaissance de son rôle, le gouvernement britannique lui accorda une rente à vie de 1 200 livres par an. Shrapnel fut promu colonel du corps d'artillerie royal le 6 mars 1827 et accéda au grade de général de corps d'armée (lieutenant-general) le 10 janvier 1837.

## Postérité
Les obus à balles furent fabriqués selon ses principes originels jusqu'à la fin de la Première Guerre mondiale.
L’hymne national des États-Unis d'Amérique, The Star-Spangled Banner fait référence aux obus à balles schrapnel, attachés aux roquettes conçues par William Congreve :

« And the rockets' red glare, the bombs bursting in air,

Gave proof through the night, that our flag was still there. »
— The Star-Spangled Banner
        
« Et l'éclat rouge des fusées, les bombes éclatant dans l'air,

Prouva dans la nuit, que notre drapeau était toujours là. »

## Sources
- (en) Cet article est partiellement ou en totalité issu de l’article de Wikipédia en anglais intitulé « Henry Shrapnel » (voir la liste des auteurs).
- Les informations proviennent très vraisemblablement d'un article de WL Ruffell, 2001 sur le site du Royal New Zealand Artillery Old Comrades Association